# جايسون لاتيمر
جايسون لاتيمر (بالإنجليزية: Jason Latimer)‏ هو ساحر استعراضي أمريكي، ولد في 7 مارس 1981 في روزبيرغ في الولايات المتحدة.